# Sadłowo (gromada w powiecie stargardzkim)
Sadłowo (od 1 I 1962 Suchań) – dawna gromada, czyli najmniejsza jednostka podziału terytorialnego Polskiej Rzeczypospolitej Ludowej w latach 1954–1972.
Gromady, z gromadzkimi radami narodowymi (GRN) jako organami władzy najniższego stopnia na wsi, funkcjonowały od reformy reorganizującej administrację wiejską przeprowadzonej jesienią 1954 do momentu ich zniesienia z dniem 1 stycznia 1973, tym samym wypierając organizację gminną w latach 1954–1972.
Gromadę Sadłowo z siedzibą GRN w Sadłowie utworzono – jako jedną z 8759 gromad na obszarze Polski – w powiecie stargardzkim w woj. szczecińskim na mocy uchwały nr V/50/54 WRN w Szczecinie z dnia 5 października 1954. W skład jednostki weszły obszary dotychczasowych gromad Sadłowo i Słodkowo ze zniesionej gminy Słodkowo oraz obszar dotychczasowej gromady Żukowo (bez miejscowości Krąpiel) ze zniesionej gminy Pęzino w tymże powiecie. Dla gromady ustalono 10 członków gromadzkiej rady narodowej.
1 stycznia 1962 gromadę zniesiono w związku z przeniesieniem siedziby GRN z Sadłowa do Suchania i zmianą nazwy jednostki na gromada Suchań.